# El fantasma de Canterville
«El fantasma de Canterville» («The Canterville Ghost») es un cuento del escritor, dramaturgo y poeta británico-irlandés Oscar Wilde, publicado por primera vez en 1887 en dos números —23 de febrero y 2 de marzo— de la revista The Court and Society Review. En 1891 fue incluido en una colección de historias cortas titulada El crimen de lord Arthur Saville y otras historias. Ha sido llevado al cine y el teatro numerosas veces, y se han hecho versiones para televisión y radio.

## Resumen
Una familia estadounidense, de apellido Otis, se va a vivir a la mansión de Canterville en Inglaterra. Lord Canterville, el dueño anterior y temeroso de la casa, les advierte que el fantasma de Sir Simón de Canterville deambula por el edificio desde hace 300 años cuando asesinó a su esposa Lady Eleanor de Canterville, pero, cuando los hermanos de Lady Eleanor se enteraron de lo ocurrido, encadenaron a Sir Simón y lo mataron de hambre; desde aquello, su espíritu deambula por la mansión. Pero el Sr. Otis, ministro de los Estados Unidos de América, ignora la advertencia diciendo que pensaba inventariar también al fantasma como parte del mobiliario.

## Personajes

### Principales
- El fantasma de Canterville: es el alma en pena de un noble llamado Sir Simon Canterville, que durante 300 años ha vivido en el castillo de su familia tras asesinar a su esposa Lady Eleanor, justificándose en las graves falencias que tenía como esposa; por ejemplo, él menciona que no sabía cocinar en absoluto y que carecía por completo de belleza. Luego muere después de nueve años tras desaparecer en extrañas circunstancias. Según él mismo relata a Virginia poco antes de encontrar la paz, los hermanos de Lady Eleanor lo dejaron morir de hambre, lo cual el fantasma siempre consideró un castigo de parte de ambos por haber asesinado a su esposa, si bien la novela nunca establece fehacientemente si ellos llegaron o no a descubrir la culpabilidad del fantasma, o por cuál de todos sus crímenes - la novela deja bien establecido que a lo largo de su vida él cometió bastantes - Sir Simon fue sometido a este castigo. Luego la historia revela que esto sucedió en el sótano del castillo, donde permaneció encadenado con grilletes a una pared, cerca de un cántaro que contenía agua y un plato con comida. El fantasma tenía el pelo blanco y reluciente, con un par de ojos castaños y un aura de color verde azulesco muy bonito.
- Hiram B. Otis:  el «ministro de los Estados Unidos», un acaudalado empresario estadounidense, miembro del Partido Republicano de los Estados Unidos. Pragmático y decidido, no cree en fantasmas, por lo que adquiere el castillo de Canterville y se muda a vivir allí con su familia.
- Lucrecia Otis:  Lucrecia R. Tappan, es la esposa del Sr. Otis. Una mujer madura y guapa, de ojos hermosos y esbelto perfil.
- Washington Otis: hijo mayor de la familia Otis, bautizado en honor a George Washington, algo que él detesta. Rubio y buen mozo, perfectamente sensato, sus únicas debilidades son las gardenias y la nobleza. En varias ocasiones le hace jugarretas al fantasma de Canterville.
- Virginia Otis: una joven de quince años, rubia, esbelta y graciosa como un cervatillo, de ojos azules. Monta a caballo —descrita como «una verdadera amazona»—. Además esta será quien más contribuya con el fantasma
- Los gemelos: son dos traviesos chicos que se dedican a hacerle imposible la existencia al fantasma. También conocidos como Estrellas y Rayas, en honor a la bandera de los Estados Unidos.

### Secundarios
- Lord Canterville: es el  anterior dueño del castillo, quien se lo vende a Hiram B. Otis, no sin antes advertirle sobre la existencia del fantasma.
- El duque de Cheshire: su nombre es Cecil y es el enamorado de Virginia. Al final, contraen nupcias.
- La señora Umney: el ama de llaves del castillo durante 50 años, de carácter sombrío y a la antigua, queda impresionada por la facilidad con que la familia Otis no se deja asombrar por las leyendas del castillo.
- Lady Eleanor: es la esposa asesinada de Sir Simon.

## Análisis
La idea principal del texto habla sobre la historia de un fantasma, al que llaman el fantasma de Canterville, de nombre Sir Simon, que vive atormentando a los habitantes de una vieja mansión inglesa. Las ideas secundarias van desde la historia del propio fantasma hasta las vidas de cada uno de los habitantes de la casa. La acción se desarrolla en una mansión inglesa a finales del siglo XIX y tiene una ambientación bastante realista a pesar de que el protagonista es un fantasma. Están bien definidas las costumbres de la familia y el ambiente se mueve dentro de una mentalidad abierta con un tono misterioso, por lo que se trata de una novela fantástica y de intriga con ideas dramáticas. El fantasma mató a su esposa hace 300 años, los hermanos de su esposa lo dejaron atrapado en una habitación sin comida ni bebida hasta la muerte. 
El mensaje que Oscar Wilde intenta expresar por medio del libro es lo preocupantes que se tornan las estructuras del materialismo propias de los burgueses, representados aquí por la familia Otis, la cual nunca se sorprende por el comportamiento del fantasma. Al contrario, intentan "combatirlo" utilizando distintos productos modernos (quitamanchas, aceite para cadenas, jarabes, etc.) y su vida nunca es alterada, a pesar de los reiterados esfuerzos que lleva a cabo el fantasma. Este encarna, en cierta forma, la figura del arte, porque necesita superarse constantemente y canalizarse de diferentes formas (en este caso, a través de la actuación o la pintura, en el caso puntual de la mancha de sangre en el piso). Posteriormente, al ver inútiles sus esfuerzos, busca la máxima elevación, la que supera la vida y la muerte: el amor para lograr el perdón de Dios.

## Cine
De las numerosas adaptaciones para el cine, destaca The Canterville Ghost (1944), dirigida por Jules Dassin y protagonizada por Charles Laughton, Robert Young y Margaret O'Brien.